# Syster Sol
Syster Sol, artistnamn för Isabel Sandblom, född 25 januari 1983 i Sollentuna, är en svensk reggaesångerska, låtskrivare, toaster och DJ. Hon har en bakgrund som grundare till och sångerska i det svenska reggaebandet Livelihood, men sedan 2008 är hon en av de första kvinnor i Sverige som etablerat sig som soloartist på den svenska reggaescenen.

## Biografi
Isabel Sandblom är uppvuxen i Sollentuna kommun och antog artistnamnet Syster Sol under en första karriär som sångerska i reggaebandet Livelihood, som gav ut albumen Escapizm (2006) och Sagans sånger (2007). Syster Sol var en av grundarna av Livelihood, som upplöstes (eller bestämde sig för att ta en längre timeout) 2008. Hon satsade då som första kvinna i Sverige på en solokarriär som reggaesångare, och hennes sång har kommit att ramas in av ett internationellt sound.
Hennes personliga texter handlar ofta om hur en ung tjej ofta måste vara tuff för att få gehör och respekt. I konsekvens med detta arbetar hon med ett ungdomsprojekt som kallas Oneness Youth, och som syftar till att hjälpa unga människor att må bättre i sig själva, samt hiphop- och reggaeworkshopen Tell Dem! för att stärka unga tjejers självförtroende.
Syster Sols debutsingel "Jag Gillar Din Vibe" släpptes inför sommaren 2008. Hennes solodebut Dömd att bli bedömd gavs ut i februari 2009 av skivbolaget SwingKids.
År 2010 släpptes singeln och videon "Mad Mad Mad" och sångerskan började uppmärksammas i olika kulturmagasin och morgonprogrammen på de stora skandinaviska TV-kanalerna. Tillsammans med den kvinnliga eliten inom svensk hiphop, dancehall och reggae (Cleo, Etzia, Serengeti, Hanounheh, Miss Relli, Frida, Titti Tång) deejayar/toastar hon på den mansvärldsutmanande maxirytmlåten "Bland Dom" år 2011. Denna låt är även med på den 21 september 2011, då hennes andra soloalbum Kichinga! släpptes. Åtta av låtarna sjungs på engelska. Dittills hade hon mest hållit sig till svenska språket i studion. Albumet har fått betygen 3-4 (medelbetyget 3,4 med 6 som max) av recensenter på större svenska tidningar.
På Kingsizegalan 2014 fick hon pris för Årets Reggae/Dancehall.

## Musik
Syster Sol har huvudsakligen (men inte uteslutande) rört sig inom subgenren conscious dancehall (roots and culture), dvs moderna jamaicanska dancehallrytmer i kombination med en samhällskritisk och omvärldsreflekterande lyrik i högt tempo. Hon kombinerar ofta sång och toasting/rap i en och samma låt, en tradition som går ända tillbaka till Big Youth, en av det tidiga 1970-talets stora toasters. Hon är en av få kvinnliga soloartister inom reggae i världen som skriver sina egna låtar. Syster Sol har sina musikaliska systrar bland annat i tre färgstarka unga kvinnor från tre olika karibiska öar – Queen Ifrica, Lady Passion och Dezaire – som alla inledde sina karriärer under det nya millenniets första decennium.

## Diskografi
- 2009 – Dömd att bli bedömd
- 2011 – Kichinga!
- 2013 – Mellan raderna (artist) (även som USB-minne)